# Championnat du monde de hockey sur glace 1955
Navigation
Suède 1954 URSS 1957
Le vingt-deuxième  championnat du monde de hockey sur glace et par la même occasion le trente-troisième championnat d'Europe a eu lieu entre le 25 février et le 6 mars 1955 en République fédérale d'Allemagne. Les matchs se sont déroulés dans les villes de Cologne, Dortmund, Düsseldorf et Krefeld.

## Contexte
Ce fut la première grande compétition internationale disputée en Allemagne depuis la fin de la Seconde Guerre mondiale. Au total quatorze nations ont participé au tournoi et le championnat fut donc divisé en deux parties avec les meilleures équipes d'un côté (neuf nations) et les autres nations de l'autre. Afin d'avoir une seconde équipe, les Allemands ont inscrit une seconde équipe, seconde équipe ne bloquant pas de place importante au classement.
Le second tournoi fut une nouvelle fois qualifié de tournoi junior.

## Championnat A
Le championnat A a été une série de rencontres entre les nations suivant d'un simple classement.

### Résultats
| 25 février - Cologne : Tchécoslovaquie 7-0 Suisse - Dortmund : Canada 12-1 États-Unis - Düsseldorf : URSS 10-2 Finlande - Krefeld : Allemagne fédérale 4 - 5 Suède 26 février - Cologne : États-Unis 8-1 Finlande - Dortmund : URSS 2-1 Suède - Düsseldorf : Canada 5-3 Tchécoslovaquie - Krefeld : Allemagne fédérale 4 - 5 Pologne 27 février - Cologne : Canada 8-0 Pologne - Dortmund : Allemagne fédérale 3 - 6 États-Unis - Düsseldorf : Suède 10-0 Suisse - Krefeld : URSS 4-0 Tchécoslovaquie | 28 février - Cologne : URSS 8-2 Pologne - Düsseldorf : Canada 12-0 Finlande - Krefeld : États-Unis 7-3 Suisse 1er mars - Cologne : Tchécoslovaquie 6-5 Suède - Düsseldorf : Pologne 2 - 4 Suisse - Krefeld : Allemagne fédérale 7-1 Finlande 2 mars - Cologne : Canada 11-1 Suisse - Düsseldorf : Suède 9-0 Finlande - Düsseldorf : Allemagne fédérale 0 - 8 Tchécoslovaquie - Krefeld : URSS 3-0 États-Unis 3 mars - Cologne : Pologne 6-3 Finlande - Krefeld : Canada 3-0 Suède - Düsseldorf : Allemagne fédérale 1 - 5 URSS - Cologne : Tchécoslovaquie 4-4 États-Unis | 4 mars - Cologne : Allemagne fédérale 1 - 10 Canada - Düsseldorf : États-Unis 6-2 Pologne - Krefeld : URSS 7 - 2 Suisse 5 mars - Cologne : Finlande 7-2 Suisse - Düsseldorf : Suède 1-1 États-Unis - Krefeld : Tchécoslovaquie 17-2 Pologne 6 mars - Düsseldorf : Allemagne fédérale 8-3 Suisse - Cologne : Suède 9-0 Pologne - Düsseldorf : Tchécoslovaquie 18-2 Finlande - Krefeld : Canada 5-0 URSS |

### Classement
| #      | Équipe           | PJ | V | N | D | BP | BC | Diff | Pts |
| ------ | ---------------- | -- | - | - | - | -- | -- | ---- | --- |
| Or     | Canada           | 8  | 8 | 0 | 0 | 66 | 6  | +60  | 16  |
| Argent | Union soviétique | 8  | 7 | 0 | 1 | 39 | 13 | +26  | 14  |
| bronze | Tchécoslovaquie  | 8  | 5 | 1 | 2 | 63 | 22 | +41  | 11  |
| 4      | États-Unis       | 8  | 4 | 2 | 2 | 33 | 29 | +4   | 10  |
| 5      | Suède            | 8  | 4 | 1 | 3 | 40 | 16 | +24  | 9   |
| 6      | Allemagne        | 8  | 2 | 0 | 6 | 28 | 43 | -15  | 4   |
| 7      | Pologne          | 8  | 2 | 0 | 6 | 19 | 59 | -40  | 4   |
| 8      | Suisse           | 8  | 1 | 0 | 7 | 15 | 59 | -44  | 2   |
| 9      | Finlande         | 8  | 1 | 0 | 7 | 16 | 72 | -56  | 2   |

|        | Équipe             |
| ------ | ------------------ |
| Or     | URSS               |
| Argent | Tchécoslovaquie    |
| bronze | Suède              |
| 4      | Allemagne fédérale |
| 5      | Pologne            |
| 6      | Suisse             |
| 7      | Finlande           |

### Médaillés
Voici l'alignement complet des médaillés du tournoi :
| Champions du mondeCanada | Bernie Bathgate, Don Berry, Kevin Conway, Jim Fairburn, Doug Kilburn, George McAvoy, Jack McDonald, Jack McIntyre, Ivan McLelland, Jim Middleton, Don Moog, Mike Shebaga, Jack Taggart, Hal Tarala, Bill Warwick, Dick Warwick, Grant Warwick Entraîneur : Grant Warwick |

| ArgentUnion soviétique | Ievgueni Babitch, Vsevolod Bobrov, Mikhaïl Bytchkov, Viktor Chouvalov, Alekseï Gourychev, Pavel Jibourtovitch, Nikolaï Khlystov, Valentin Kouzine, Iouri Krylov, Aleksandr Komarov, Alfred Koutchevski, Grigori Mkrtytchan, Dmitri Oukolov, Aleksandr Ouvarov, Nikolaï Poutchkov, Nikolaï Sologoubov, Ivan Tregoubov Entraîneur : Arkadi Tchernychiov |

| BronzeTchécoslovaquie | Stanislav Bacílek, Slavomír Bartoň, Václav Bubník, Vlastimil Bubník, Bronislav Danda, Karel Gut, Vlastimil Hajšman, Jiří Hanzl, Ján Jendek, Jan Kasper, Jan Lidral, Václav Pantůček, Miroslav Rejman, Oldřich Sedlák, Jiří Sekyra, Milan Vidlák, Vladimír Zábrodský Entraîneur : Vladimír Bouzek |

## Championnat B

### Résultats
| 25 février - Dortmund : Autriche 3-2 Yougoslavie - Düsseldorf : Allemagne fédérale B 2-2 Italie 27 février - Dortmund : Pays-Bas 6-3 Belgique - Cologne : Allemagne fédérale B 3-2 Autriche | 28 février - Krefeld : Yougoslavie 5-2 Belgique - Düsseldorf : Italie 3-1 Autriche 2 mars - Krefeld : Autriche 5-3 Belgique - Dortmund : Italie 1-2 Pays-Bas - Düsseldorf : Allemagne fédérale B 5-1 Yougoslavie 4 mars - Cologne : Italie 9-1 Yougoslavie - Cologne : Allemagne fédérale B 11-1 Pays-Bas | 5 mars - Krefeld : Autriche 6-1 Pays-Bas - Düsseldorf : Allemagne fédérale B 11-1 Belgique 6 mars - Krefeld : Italie 28-0 Belgique - Krefeld : Pays-Bas 9-1 Yougoslavie |

### Classement
|   | Équipe               | PJ | V | N | D | BP | BC |
| - | -------------------- | -- | - | - | - | -- | -- |
| 1 | Italie               | 5  | 4 | 1 | 0 | 52 | 6  |
| 2 | Allemagne fédérale B | 5  | 4 | 1 | 0 | 30 | 5  |
| 3 | Autriche             | 5  | 3 | 0 | 2 | 17 | 12 |
| 4 | Pays-Bas             | 5  | 2 | 0 | 3 | 19 | 31 |
| 5 | Yougoslavie          | 5  | 1 | 0 | 4 | 10 | 28 |
| 6 | Belgique             | 5  | 0 | 0 | 5 | 9  | 55 |